# Yogie Suardi Memet

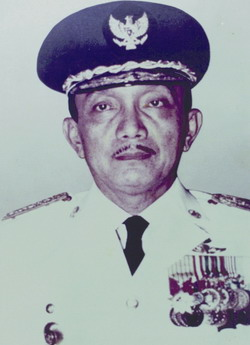
Generalleutnant Yogie Suardi Memet

Raden Haji Mohammad Yogie Suardi Memet (* 16. Mai 1929 in Cirebon, Niederländisch-Indien, heute: Jawa Barat, Indonesien; † 7. Juni 2007 in Bandung, Jawa Barat) war ein indonesischer Generalleutnant der Streitkräfte Indonesiens und Politiker, der unter anderem zwischen 1985 und 1993 Gouverneur der Provinz Jawa Barat sowie anschließend von 1993 bis 1998 Innenminister Indonesiens war.

## Leben
Yogie Suardi Memet, viertes von elf Kindern von R. Memet Bratasuganda und Ny Alniyah, schloss sich zu Beginn des Unabhängigkeitskrieges 1945 dem Heeresausbildungsbataillon 400 in Cirebon an und nahm an den Kämpfen gegen die Darul Islam-Bewegung um Abdul Kahar Muzakkar teil. Er absolvierte später weitere Lehrgänge an der Stabsschule der Streitkräfte (Sekolah Staf dan Komando Tentara Nasional Indonesia) und fand in der Folgezeit verschiedene Verwendungen wie zum Beispiel als Kommandeur des Wehrkreiskommandos (Komando Distrik Militer) Bandung, Chef des Stabes der Luftlandebrigade 17. Als Oberst wurde er Kommandeur der am 19. Dezember 1962 neu aufgestellten Infanteriebrigade 15 (Brigade Infanteri 15) und dann stellvertretender Kommandeur von Kopassus.
Im Mai 1975 wurde Brigadegeneral Yogie Suardi Memet als Nachfolger von Brigadegeneral Witarmin Kommandeur des Generalkommandos der Spezialkräfte des Heeres Kopassus (Komando Pasukan Khusus) und verblieb auf diesem Posten bis zu seiner Ablösung durch Brigadegeneral Wismoyo Arismunandar im April 1983. Zugleich wurde er als Generalmajor am 21. Oktober 1978 als Nachfolger von Generalmajor Himawan Soetanto auch Kommandeur des regionalen Militärkommandos Kodam III/Siliwangi in Bandung und hatte diese Funktion ebenfalls bis 1983 inne, woraufhin Generalmajor Edi Sudrajat seine Nachfolge antrat. Danach war er zwischen 1983 und 1985 Kommandeur der Militärregion II (Komando Wilayah Pertahanan II) in Yogyakarta.
1985 wurde Yogie Suardi Memet als Nachfolger des ehemaligen Generalmajors Aang Kunaefi Gouverneur der Provinz Jawa Barat und verblieb in dieser Funktion bis zu seiner Ablösung durch den ehemaligen Generalmajor Nana Nuriana 1993. Am 17. März 1993 wurde er in der Regierung von Staatspräsident Suharto als Nachfolger von General Rudini Innenminister (Menteri Dalam Negeri). Er hatte dieses Ministeramt bis zum 17. März 1998 inne und wurde daraufhin von General R. Hartono abgelöst. Im Anschluss wurde er 1998 Mitglied des Obersten Beirates DPA (Dewan Pertimbangan Agung), dem er bis 2003 angehörte.
Nach seinem Tode an den Folgen eines langjährigen Nierenversagens im Advent Hospital von Bandung wurde er am 8. Juni 2007 mit militärischen Ehren auf dem Cikutra-Heldenfriedhof beigesetzt. Aus seiner Ehe mit Emmy Sariamah gingen die Söhne Billy Ibrahim und Danny Iskandar hervor.